# Rowlandius florenciae
Espèce
Rowlandius florenciae est une espèce de schizomides de la famille des Hubbardiidae.

## Distribution
Cette espèce est endémique de la province de Ciego de Ávila à Cuba,. Elle se rencontre à Florencia dans la Sierra de Jatibonico.

## Description
Le mâle holotype mesure 3,46 mm.

## Étymologie
Son nom d'espèce lui a été donné en référence au lieu de sa découverte, Florencia.

## Publication originale
- Teruel, 2003 : Adiciones a la fauna cubana de esquizómidos, con la descripción de un nuevo género y nueve especies nuevas de Hubbardiidae. (Arachnida: Schizomida). Revista Ibérica de Aracnología, vol. 7, p. 39–69 (texte intégral).